# Pitiriasi
Con pitiriasi si indicano un gruppo di malattie della pelle caratterizzate dalla comparsa di piccole chiazze o macchie aggregate o confluenti, spesso associate a decolorazione e desquamazione.
Si distinguono tre forme più comuni di pitiriasi con diversa origine e simile manifestazione clinica:
- pitiriasi rosea di Gibert, probabilmente causata da un herpes virus
- pitiriasi versicolor, causata dalla crescita eccessiva di un fungo presente normalmente sulla pelle
- pitiriasi alba, ad eziologia ignota